# Karl Patterson Schmidt
Karl Patterson Schmidt (Lake Forest, 19 de junho de 1890 – Chicago, 26 de setembro de 1957) foi um famoso herpetologista dos Estados Unidos. Ele escreveu mais de 200 artigos e livros, dentre eles Living Reptiles of the World, que se tornou um best-seller.
Um dos mais importantes herpetologistas do Século XX, ele nomeou mais de 200 espécies e foi um dos principais especialistas em cobras corais. Sua doação de mais de 15.000 títulos de literatura herpetológica formou a base da Biblioteca Herpetológica Memorial Karl P. Schmidt, localizada no Museu Field de História Natural.
Schmidt entrou na Universidade de Cornell em 1913 para estudar biologia e geologia. Ele descobriu em 1915 sua preferência pela herpetologia durante um curso de treinamento de quatro meses na Perdee Oil Company, em Louisiana. Em 1916 recebeu o grau de Bacharel em Artes e fez sua primeira expedição geológica a Santo Domingo. Em 1952 ele foi premiado com um grau honorário de Doutor em Ciências pelo Earlham College.

## Morte
No dia 25 de setembro de 1957, enquanto analisava uma cobra da espécie Dispholidus typus, em seu laboratório no Field Museum, em Chicago, ele foi picado pela mesma em seu polegar esquerdo. Em vez de procurar atendimento médico, voltou ao diário de anotações e começou a registrar os efeitos do veneno sobre ele. Vinte e quatro horas depois, estaria morto. A causa mortis foi registrada pelos médicos como "paralisia respiratória".

## Principais Prêmios e Honrarias Recebidos
- 1932 - Guggenheim fellowship
- 1956 - Membro da National Academy of Sciences
- 1957 - Eminent Ecologist Awards - Ecological Society of America[5]

## Obra
- Amphibians and Reptiles Collected by The Smithsonian Biological Survey of the Panama Canal Zone (1933)
- Homes and Habits of Wild Animals (1934)
- Our Friendly Animals and When They Came (1938)
- Field Book of Snakes of the United States and Canada com Delbert Dwight Davis (1941)
- Principles of Animal Ecology com Warder Clyde Allee (1885-1955) e Alfred Edwards Emerson (1949)
- Ecological Animal Geography: An Authorized, Rewritten edition with Warder Clyde Allee, based on Tiergeographie auf oekologischer Grundlage by Richard Hesse. 2nd, John Wiley & Sons, New York (1951)
- A Check List of North American Amphibians and Reptiles (1953)
- Living Reptiles of the World com Robert Frederick Inger (1957)